# Henry Martín
Henry Josué Martín Mex (ur. 18 listopada 1992 w Méridzie) – meksykański piłkarz występujący na pozycji napastnika, reprezentant Meksyku, od 2018 roku zawodnik Amériki.

## Kariera klubowa
Martín rozpoczynał treningi piłkarskie w szkółce juniorskiej Club Soccer założonej przez swojego ojca, razem ze starszymi braćmi Dannym i Freddym. Aż do dwudziestego roku życia (oprócz krótkiego epizodu w czwartoligowym FC Itzaes) występował wyłącznie w rozgrywkach amatorskich stanu Jukatan, kiedy to został zauważony przez Daniela Rossello – sekretarza lokalnego drugoligowego klubu Mérida FC – i niebawem podpisał profesjonalny kontrakt z tym zespołem. Spędził w nim rok jako wyróżniający się zawodnik rozgrywek drugoligowych, dzięki czemu w lipcu 2014 przeniósł się do grającego w pierwszej lidze Club Tijuana. W Liga MX zadebiutował 26 lipca 2014 w przegranym 1:2 spotkaniu z Américą, zaś pierwszego gola strzelił 4 kwietnia 2015 w przegranej 3:4 konfrontacji z Monterrey. Przez pierwszy rok był wyłącznie rezerwowym ekipy, lecz później wywalczył sobie pewne miejsce w pierwszym składzie, tworząc duet napastników z Dayro Moreno. W marcu 2016 doznał jednak poważnej kontuzji (zerwanie więzadeł krzyżowych), w wyniku której musiał pauzować przez pół roku.
| Sezon     | Klub         | Kraj   | Rozgrywki        | Mecze | Bramki |
| --------- | ------------ | ------ | ---------------- | ----- | ------ |
| 2007/2008 | FC Itzaes    | Meksyk | Tercera División | 13    | 6      |
| 2013/2014 | Venados FC   | Meksyk | Ascenso MX       | 29    | 8      |
| 2014/2015 | Club Tijuana | Meksyk | Liga MX          | 21    | 1      |
| 2015/2016 | Club Tijuana | Meksyk | Liga MX          |       |        |

## Kariera reprezentacyjna
W seniorskiej reprezentacji Meksyku Martín zadebiutował za kadencji tymczasowego selekcjonera Ricardo Ferrettiego, 4 września 2015 w zremisowanym 3:3 meczu towarzyskim z Trynidadem i Tobago.